# Félix Houphouët-Boigny
Félix Houphouët-Boigny (Yamoussoukro, 18. listopada 1905. – Obala Bjelokosti, 7. prosinca 1993.), bivši afrički vođa, prvi predsjednik Obale Bjelokosti.

## Životopis
Bio je borac za nezavisnost, iako je imao nekoliko vrlo visokih položaja u kolonijalnoj vlasti. Rodio se u Yamoussoukrou, današnjem glavnom gradu. Potjecao je iz obitelji poglavica plemena Baoulé. Njegova obitelj posjedovala je velike plantaže kave i kakaoa. Petnaest godina prakticirao je medicinu, a onda ulazi u politiku. Osnovao je prvi poljoprivredni sindikat koji se borio protiv favoriziranja francuskih plantažera koji su uzgajali iste kulture kao i domaće stanovništvo, ali su imali veća prava.
Jedno vrijeme je bio i zastupnik u francuskom parlamentu. Nakon što je zemlja postala neovisna 1960., on je izabran na položaj predsjednika. Na taj isti položaj biran je sedam puta, a svaki mandat trajao je pet godina. Vladao je kao diktator, s neslobodnim tiskom, i bez oporbenih stranaka. Godine 1969. zaoštrio je odnose sa SSSR-om, koje je stvorio 1967. obnovivši ih tek 1986., a Kinu je priznao tek 1983. godine. Znan je i kao "Afrička kadulja" ili "Veliki afrički starac". Iako neki smatraju da je njegov tip vladavine bio "željeznom rukom"[nedostaje izvor], drugi ga nazivaju "očinskim"[nedostaje izvor].
Godine 1990. dobio je sedmi, posljednji petogodišnji mandat, ovaj put s legalnim oporbenim strankama, ali je ipak osvojio čak 89% glasova. Ženio se dva puta, a s drugom ženom imao je troje djece.
Sagradio je najveću crkvu u Africi, koja je koštala čak 300 miljuna dolara. Nakon pada cijena kave i kakaoa, vanjski dug države je rastao nemilice.
Umire 1993., u 88. godini, od posljedica bolesti.